# Dianiklin
Dianiklin (SSR-591,813) je lek koji je razvilo preduzeće Sanofi-Aventis. On deluje kao parcijalni agonist na neuronskim nikotinskim acetilholinskim receptorima. On je selektivan za podtip α4β2. Ovaj ligand je razvijen za primenu u tretmanu nikotinske zavisnosti kao pomoć u suzbijanju želje za pušenjem. Dianiklin je veoma sličan vareniklinom, koji se raznije pojavio na tržištu. Dianiklin ima manje izražene nuspojave. On je uspešno prošao kroz Fazu II kliničkih ispitivanja. Razvoj leka je prekinut zbog nepovoljnog ishoda kliničkih ispitivanja u Fazi III.